# Acalolepta cervina
Acalolepta cervina es una especie de escarabajo longicornio del género Acalolepta, tribu Monochamini, subfamilia Lamiinae. Fue descrita científicamente por Hope en 1831.
Se distribuye por China, India, Laos, Vietnam, Nepal y Corea. Mide aproximadamente 9-24 milímetros de longitud. El período de vuelo de esta especie ocurre entre abril y agosto.